# Гигея (дочь Аминты I)
Гигея (др.-греч. Γυγαίη, VI век до н. э.) — дочь македонского царя Аминты I, выданная замуж за знатного перса Бубара.

## Биография
В конце VI века до н. э. в Македонию прибыли персидские послы с требованием земли и воды. Аминта организовал для них пир, но во время его проведения послы, оскорбившие македонских женщин, были убиты. По свидетельству Геродота, это произошло по инициативе царевича Александра. Но многие современные историки, например, Ю. Борза, Н. Хэммонд и Г. Гриффит, А. Берн, отнеслись к этому сообщению критически, полагая, что самостоятельно царевич не мог предпринять столь опасные и ответственные действия, а Геродот передал пропагандистскую информацию, идущую от македонян или их союзников в Греции.
Персы начали поиски виновников инцидента, однако Александру удалось подкупить за большие деньги начальника следственной комиссии Бубара, сына покорителя Фракии Мегабаза. Также персу была отдана в супруги дочь Аминты Гигея. По мнению Ю. Борзы, вряд ли переговорами о замужестве Гигеи занимался её брат, а не сам царь. По предположению Киляшовой К. А., даже если инициатива в этом вопросе исходила от Александра, принятие окончательного решения было за его отцом. По словам Юстина, Бубар возглавлял направленный в Македонию карательный отряд, но влюбился в дочь Аминты и женился на ней, «отложив всякую вражду». Брак Гигеи послужил к пользе Македонии во взаимоотношениях с державой Ахеменидов. По примечанию Юстина, это послужило причиной пожалования Александру Ксерксом I земель между горами Олимпом и Гемом. А Геродот указывал, что именно как родственник персов Александр был направлен в качестве посла в Афины.
В браке Гигеи и Бубара родился Аминта, названный, согласно Геродоту, в честь деда по материнской линии, что было распространенным обычаем в Греции.